# فرانچسکو گریمالدی
فرانچسکو ماریا گریمالدی (۱۶۱۸-۱۶۶۳) ریاضی‌دان و فیزیک‌دان ایتالیایی بود.
او همراه با جووانی ریکیولی نقشه‌ای از عوارض کره ماه تهیه کرد. او از نخستین کسانی بود که پدیده پراش نور را بررسی کردند. واژه diffrazione به معنی «پراش» که در زبان‌های اروپایی به صورت diffraction نیز دیده می‌شود، از او است.
حفره گریمالدی را در ماه به افتخار او نام نهاده‌اند.
1. ↑  Hockey, Thomas (2009). The Biographical Encyclopedia of Astronomers. Springer Publishing. ISBN 978-0-387-31022-0. Archived from the original on 2013-02-03. Retrieved August 22, 2012.
2. ↑  Francesco Maria Grimaldi, Physico mathesis de lumine, coloribus, et iride, aliisque annexis libri duo (Bologna ("Bonomia"), Italy: Vittorio Bonati, 1665), pp. 1–11 (in Latin).
3. ↑  Florian Cajori (1899). A history of physics in its elementary branches: including the evolution of physical laboratories. The Macmillan Company. pp. 88–. Retrieved 14 August 2011.
4. ↑  Lindberg, David C. (April 1969). "Physico-mathesis de lumine, coloribus, et iride . Francesco Maria Grimaldi". Isis (به انگلیسی). 60 (1): 119. doi:10.1086/350461. ISSN 0021-1753.